# Lgota Wolbromska
Lgota Wolbromska – wieś w Polsce położona w województwie małopolskim, w powiecie olkuskim, w gminie Wolbrom. W latach 1975–1998 miejscowość administracyjnie należała do województwa katowickiego. Należy do parafii rzymskokatolickiej św. Mikołaja w Dłużcu.

## Geografia
Wieś leży 5 km na zachód od Wolbromia, 17 km na północny wschód od Olkusza oraz 4,5 km na wschód od Bydlina. Rozciągnięta jest wzdłuż drogi powiatowej Wolbrom – Bydlin oraz w kierunku Dłużca. Lgota jest malowniczo położona wśród łagodnych pagórków Bramy Wolbromskiej na Wyżynie Olkuskiej.
Zajmuje obszar 293 ha. Znajduje się tu 108 budynków oraz 58 gospodarstw rolnych. W 2006 r. wieś liczyła 410 mieszkańców.

## Instytucje
W budynku byłej szkoły podstawowej funkcjonują Warsztaty Terapii Zajęciowej dla niepełnosprawnych osób dorosłych. Opiekę nad placówką sprawuje Polskie Stowarzyszenie na Rzecz Osób z Upośledzeniem Umysłowym. We wsi działa klub sportowy ULKS SKOK.

## Sport
- ULKS SKOK Lgota Wolbromska (Uczniowski Ludowy Klub Sportowy Skok) – sekcja piłki nożnej.

Klub został założony w 2002 roku. Barwy klubu to żółto-zielone. Stadion klubu został zamknięty z powodu spornego gruntu, na którym mieści się boisko. Klub wszystkie swoje mecze rozgrywa na wyjazdach.